# Fragmentskiva

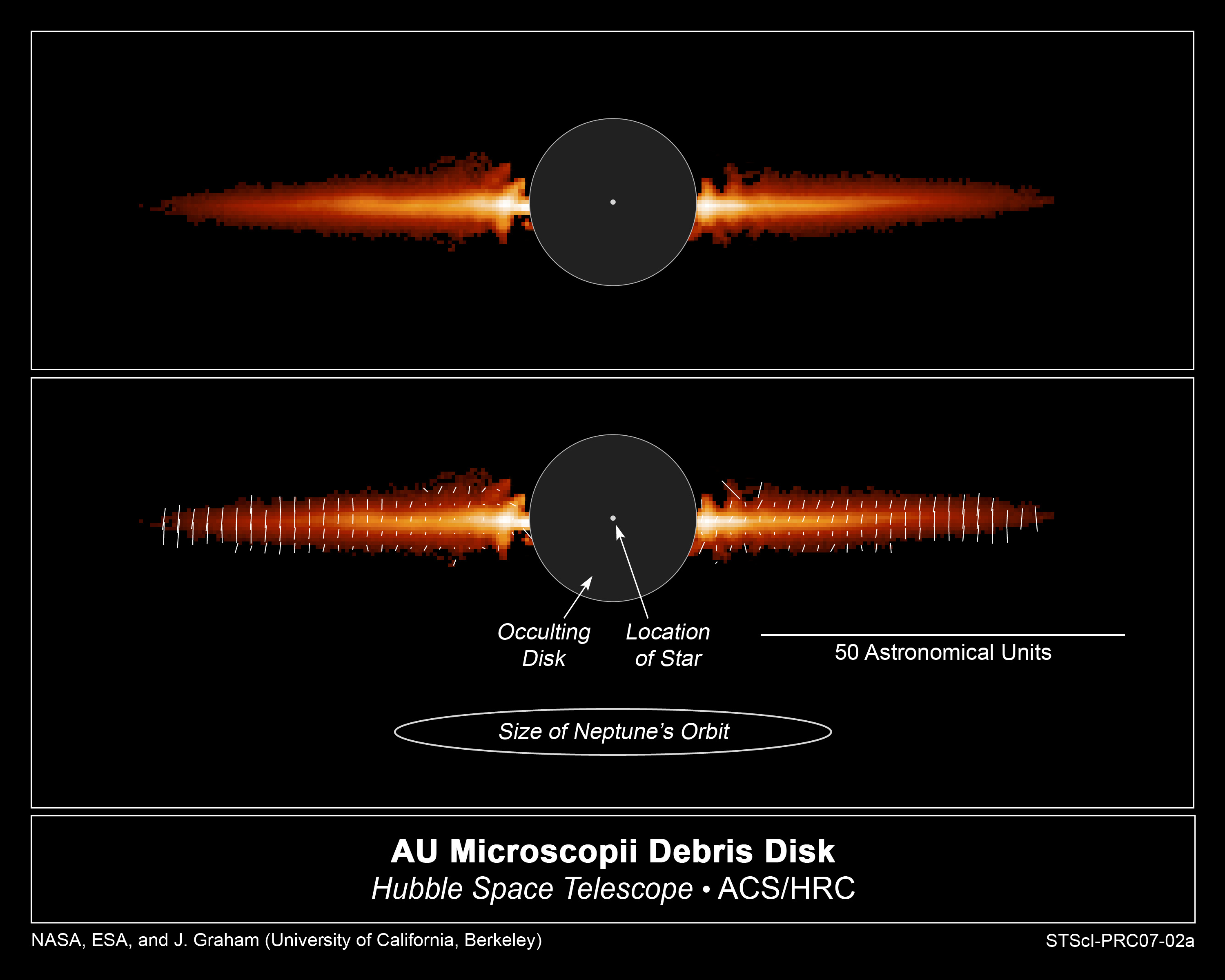
Fragmentskiva runt stjärnan AU Microscopii. Bilden tagen av Rymdteleskopet Hubble

En fragmentskiva (eng. debris disk) är en ringformad cirkumstellär skiva av rymdstoft och spillror i omlopp runt en stjärna. För att betecknas som fragmentskiva måste ett antal krav vara uppfyllda enligt Lagrange et al., (2000)):
- Värdstjärnan ska befinna sig på huvudserien
- Stoftets luminositet ska vara mycket lägre än stjärnans
- Värdstjärnans massa ska vara mer än hundra gånger större än massan av stoft och gas
- Gasfattig; gasens massa ska vara mindre än 10x stoftets massa
- Stoftkornens livstid ska vara mycket kortare än stjärnans

Detta medför att
- Det gäller ett utvecklat system och skiljer sig från en protoplanetär skiva
- Eventuell planetbildning är redan avklarad
- gas inte påverkar stoftkornens dynamik
- Systemet eroderar genom kollisioner och innehåller inte ursprungligt material

Man har hittat fragmentskivor kring såväl utvecklade som unga stjärnor, och enstaka fragmentskivor i bana runt en neutronstjärna. Vissa skivor kan utgöra ett skede i tillkomsten av planetsystem efter en inledande fas med protoplanetär skiva. Fragmentskivor är dock oftast spillror kollisioner mellan större kroppar och kan inte utgöra material för ny planetbildning.

## Observationer
År 2001 hade man funnit över 900 stjärnor med en trolig fragmentskiva. De lokaliseras vanligtvis genom att undersöka stjärnsystem i infrarött ljus och då särskilt söka efter så kallad infraröd excess, ett överskott av strålning utöver det som stjärnan avger. Man har slutit sig till att detta överskott är strålning från stjärnan som har absorberats av stoftkorn i skivan och energin därefter återstrålats ut i infrarött. I vissa fall kan fragmentskivor observeras direkt genom att skärma av primärstjärnan och därefter avbilda systemet.
År 1984 fann man med IRAS-satelliten en fragmentskiva i bana runt stjärnan Vega. Till att börja med trodde man att det var en protoplanetär skiva, men detta har avfärdats eftersom gasinnehållet är för lågt. Man har observerat oregelbundenheter i skivan, vilka kan peka på närvaron av planetkroppar. Liknande upptäckter av fragmentskivor gjordes kring stjärnorna Fomalhaut och Beta Pictoris.
Tyska forskare observerade 1998 en fragmentskiva runt den närbelägna stjärnan 55 Cancri, ett system vars vinglande gång genom rymden visar tecken på planetförekomst. Strukturer i fragmentskivan kring Epsilon Eridani antyder också störningar orsakade av en planetarisk kropp i bana runt stjärnan. Störningarna kan användas att beräkna planetens massa och bana.
Även vårt eget solsystem är inbäddat i en eller flera stoftskivor. Vissa kvällar och morgnar på mycket mörka platser kan man mot den svarta himlen se ett svagt skimmer sträcka sig snett upp från skymnings- och gryningsljuset. Detta så kallade zodiakalljus kommer från stoftet i solsystemets innersta del. En utomjordisk iakttagare skulle dock snarare uppfatta vårt Edgeworth-Kuiperbälte som en kraftfull fragmentskiva.

## Ursprung
Fragmentskivor är inte delar av stjärnsystemens ursprungsstoft som dröjer kvar. Detta och rester från protoplanetära skivor blåser tidigt bort av stjärnans strålning.  Källan till stoft är i stället kometer och små asteroider. Dessa finns i stora mängder i systemen och kolliderar så småningom med varandra. 
Typiska fragmentskivor innehåller små korn 1–100 μm i storlek. Strålning från värdstjärnan kan få dessa partiklar att spiralisera inåt mot stjärnan till följd av  Poynting-Robertson-effekten, en process som begränsar en skivas livslängd till storleksordningen 10  miljoner år eller mindre. För att en skiva ska förbli intakt, behövs därför en process som kontinuerligt fyller på skivan. En sådan sker företrädesvis genom kollisioner mellan större kroppar. Spillrorna kolliderar i sin tur med varandra i fortlöpande kaskader och mal ner objekten till allt mindre kroppar och stoft.
För att kollisioner ska fortgå i en fragmentskiva, måste kropparna vara så gravitationellt störda att relativt höga kollisionshastigheter åstadkoms. Ett planetsystem kring stjärnan kan orsaka sådana störningar, lika väl som en dubbelstjärna eller en nära passage av en annan stjärna.

## Några kända exempel
Bälten av stoft eller spillror har utöver Solens Kuiperbälte även upptäckts runt andra stjärnor, bland andra som 4U 0142+61 även följande:
| Stjärna         | Spektral klass | Avstånd (ly) | Orbit (AU) |
| --------------- | -------------- | ------------ | ---------- |
| Epsilon Eridani | K2V            | 10.5         | 35–75      |
| Tau Ceti        | G8V            | 11.9         | 35–50      |
| Vega            | A0V            | 25           | 86–200     |
| AU Microscopii  | M1Ve           | 33           | 50–150     |
| HD 69830        | K0V            | 41           | <1         |
| HD 139664       | F5IV-V         | 57           | 60–109     |
| Eta Corvi       | F2V            | 59           | 100–150    |
| HD 53143        | K1V            | 60           | ?          |
| Beta Pictoris   | A5V            | 63           | 25–550     |
| Zeta Leporis    | A2Vann         | 70           | 2–8        |
| HD 92945        | K1V            | 72           | 45–175     |
| HD 107146       | G2V            | 88           | 130        |
| Fomalhaut       | A3V            | 25           | 133        |
| HD 12039        | G3-5V          | 137          | 5          |
| HD 15115        | F2V            | 150          | 315–550    |

Omloppsbanans avstånd för skivan är ett uppskattat medelavstånd eller ram, baserat antingen på direkt mått genom avbildning eller framräknat ur skivans temperatur.